# Igor' Bezler
Igor' Nikolaevič Bezler (in russo Игорь Николаевич Безлер?; in ucraino Ігор Миколайович Безлер?, Ihor Mykolajovič Bezler; Sinferopoli, 30 dicembre 1965) è un militare ucraino naturalizzato russo.

## Biografia
È nato e cresciuto a Sinferopoli, nella Repubblica Socialista Sovietica Ucraina, da padre tedesco, Nikolaj Bezler, e madre ucraina. Tra il 1994 e il 1997 ha studiato presso l'Accademia militare d'artiglieria "F. E. Dzerzhinsky" di Mosca e si è poi arruolato nelle Forze armate della Federazione Russa. Secondo i media avrebbe prestato servizio durante la guerra in Afghanistan e durante la seconda guerra cecena ma non ha né confermato né smentito queste informazioni. Dopo esser stato smobilitato dall'esercito ha ricevuto il grado di tenente colonnello e sarebbe stato insignito dell'ordine della Stella Rossa.
Dopo il 2003 ha ricevuto un permesso di soggiorno in Ucraina e si è trasferito ad Horlivka dove ha lavorato presso l'impresa funebre municipale Prostor; successivamente sarebbe stato promosso alla direzione e ha sostenuto, in un'intervista rilasciata a RIA Novosti, di essere intervenuto per arginare corruzione e nepotismo pur essendo stato ostacolato dall'amministrazione comunale della città, in particolare dal sindaco Evgenyj Klep e dal suo vice Vadym Ysakov. Nel 2012 ha diretto il servizio di sicurezza dello stabilimento della Gorlovskyj mašinostroitel'.
Nel 2013 ha lasciato la città per la Crimea per partecipare attivamente, si ritiene come membro del Glavnoe razvedyvatel'noe upravlenie (GRU), all'annessione russa della penisola; secondo il Servizio di sicurezza ucraino (SBU) avrebbe preso parte al sequestro di edifici ed unità militari e avrebbe organizzato un attentato ai danni del Ministro degli affari interni ucraino Arsen Avakov. Successivamente avrebbe fornito supporto all'autoproclamata Repubblica Popolare di Doneck organizzando il sequestro della sede locale dell'SBU a Donec'k e degli edifici amministrativi di Horlivka. Dopo questi eventi l'SBU lo ha inserito nella propria lista dei ricercati. Secondo informazioni diffuse dalla stampa si riteneva che fosse stato ucciso durante la riconquista di Dzeržyns'k da parte delle forze ucraine ma tale notizia è stata poi smentita dal Consiglio della Sicurezza e della Difesa Nazionale dell'Ucraina. Proprio a Horlivka ha comandato la milizia locale resistendo al tentativo delle forze armate ucraine di riconquistare la città. L'SBU lo ha accusato di aver ordinato la cattura del consigliere comunale Volodymy Rybak, il cui cadavere è stato poi ritrovato a Slov"jans'k.
Nei primi mesi del conflitto ha rilasciato alcuni ufficiali in cambio del Capo dello Stato della RPD Pavel Gubarev mentre il 29 luglio 2014 ha rilasciato 17 prigionieri in cambio della sua compagna catturata dalle forze governative, Ol'ha Kulygina; secondo alcuni testimoni oculari dopo lo scambio avrebbe lasciato la città. La moglie di uno dei prigionieri, che lo aveva raggiunto dopo aver saputo della sua cattura, ha riferito che i prigionieri non avrebbero subito maltrattamenti e anzi sarebbero stati "trattati normalmente". In un articolo dell'edizione russa di Forbes, redatto da una squadra di inviati a Horlivka, è stato rivelato che il filmato pubblicato di un'esecuzione dei prigionieri era in realtà un'imitazione creata ad hoc per esercitare pressione psicologica sugli ucraini.
Il 14 ottobre 2014, a partire dalle unità di miliziani organizzate da Bezler durante la battaglia di Horlivka è stata costituita la 3ª Brigata fucilieri motorizzata della Milizia Popolare di Doneck.